# Anne de Beauchamp, XV contessa di Warwick
Anne de Beauchamp (Cardiff, febbraio 1443 – Ewelme, 3 gennaio 1448) fu la quindicesima contessa di Warwick.

## Biografia
Era figlia di Henry de Beauchamp, I duca di Warwick e di Lady Cecily Neville.
Tramite sua madre era imparentata coi duchi di York e con la famiglia reale inglese.
Aveva solo due anni quando suo padre morì lasciandola sua unica erede. Il titolo di duca di Warwick, creato per Henry, si estinse con la sua morte ma Anne venne comunque chiamata ad ereditare quello di contessa di Warwick. Riuscì inoltre ad ottenere quello di settima baronessa di Burghersh l'11 giugno 1446.
Anne non raggiunse mai l'età adulta morendo a soli quattro anni nel 1448 e fu sepolta nell'Abbazia di Reading.
La sua morte creò alcuni conflitti tra le sue zie e i relativi mariti. La contea passò a sua zia maggiore Anne de Beauchamp mentre il titolo di baronessa rimase in sospeso.